# Благодатне (Граховський район)
Благода́тне (рос. Благодатное) — присілок в Граховському районі Удмуртії, Росія.

## Населення
Населення — 194 особи (2010; 246 у 2002).
Національний склад станом на 2002 рік:
- чуваші — 69 %

## Господарство
В присілку діють початкова школа, дитячий садок та фельдшерсько-акушерський пункт.

## Історія
До 1921 року присілок входив в склад Граховської волості Єлабузького повіту, потім — Можгинського повіту. В 1924 році присілок відійшов до складу Козьмодем'янської сільської ради, але вже 1925 року — до Лебедівської сільської ради. 1963 року вона була ліквідована і присілок повернувся до складу Граховської сільської ради. В 1985 році присілок переходить до складу Заріченської сільської ради, а 2004 року — Поримозарічного сільського поселення.

## Урбаноніми[3]
- вулиці — Благодатнівська, Лучна